# فكتور الثالث
البابا المطوب فيكتور الثالث ( تقريبًا 1026 - 16 سبتمبر 1087 ) ولد باسم داوفر في إيطاليا، وكان البابا خليفة غريغوري السابع من 24 مايو 1086، إلا أنه اشتهر أيضًا بكونه رئيس دير مونتي كاسينو.

## روابط خارجية
- فكتور الثالث على موقع الموسوعة البريطانية (الإنجليزية)
- فكتور الثالث على موقع إن إن دي بي (الإنجليزية)